# Nederlandse regering voor 1848
Pas sinds 1848 zijn er in Nederland kabinetten. Daarvoor waren de ministers op de eerste plaats dienaren van de koning die slechts zelden gezamenlijk vergaderden. Pas in 1842 werd er een geregelde kabinetsvergadering in het leven geroepen. In 1848 werd voor het eerst een kabinet geformeerd.

## Regering tijdens de Republiek der Verenigde Nederlanden (1588-1795)
Sinds 1572 ontwikkelden zich de bestuursinstellingen die via de Unie van Utrecht onderdeel werden van de in 1588 gestichte Republiek der Zeven Verenigde Nederlanden.

## Bataafs-Franse Tijd

#### Eerste Nationale Vergadering(1796-1797)
De Eerste Nationale Vergadering was een Nationale Vergadering en de eerste moderne Nederlandse volksvertegenwoordiging. De vergadering, ten tijde van de Bataafse Republiek, had als doel eenheid tussen de gewesten te brengen en het opstellen van een grondwet.

#### Tweede Nationale Vergadering(1797-1798)
De Tweede Nationale Vergadering had na de verwerping van de ontwerp-Constitutie de opdracht een nieuw ontwerp te maken.

#### Uitvoerend Bewind(1798-1801)
Veel leiders van de Bataafse Republiek waren Patriotse politici, die in 1787 naar Frankrijk waren uitgeweken. Nu kregen zij, met Franse steun, de kans om alsnog hun idealen te verwezenlijken. De Republiek werd een soort vroege democratie. De Nationale Vergadering, de eerste Nederlandse volksvertegenwoordiging, kwam op 1 maart 1796 voor de eerste maal in zitting bijeen.

#### Regering onder Schimmelpenninck(1805-1806)
In 1805 installeerde Napoleon Rutger Jan Schimmelpenninck als raadpensionaris om de uitvoerende macht te versterken.

#### Regering onder Lodewijk Napoleon(1806-1810)
In 1806 verloor Napoleon het vertrouwen in de Republiek, en dwong Schimmelpenninck af te treden. Hij hernoemde het land het Koninkrijk Holland, en benoemde zijn broer Lodewijk Napoleon Bonaparte als nieuwe koning.

#### Regering tijdens de Franse Tijd(1810-1813)
Op 9 juli 1810 werd het Koninkrijk Holland ingelijfd bij het Eerste Franse Keizerrijk, met aan het hoofd keizer Napoleon. In de Nederlanden kwam een Franse Gouverneur-Generaal, Charles François Lebrun.

## Na het Franse Tijdperk

#### Regering onder soeverein vorst Willem(1813-1815)
De periode november 1813 tot juni 1814 is als een overgangsperiode te beschouwen na de tijd waarin Nederland was ingelijfd bij Frankrijk (1810-1813). Erfprins Willem, de zoon van de vroegere stadhouder Willem V, treedt op als staatshoofd (soeverein vorst) en laat een Grondwet ontwerpen. In 1815 leiden internationale ontwikkelingen er toe dat Nederland met België (en Luxemburg) wordt verenigd en dat Willem koning wordt.

#### Regering onder koning Willem I(1815-1840)
Onder Koning Willem I is Nederland geen absolute monarchie, maar de Koning heeft in die tijd wel zeer verstrekkende bevoegdheden. De Koning voert tussen 1815 en 1840 alleen de regering: aan hem persoonlijk is de uitvoerende macht opgedragen. Hij neemt zelfstandig koninklijke besluiten, benoemt en ontslaat de ministers die alleen aan hem verantwoording schuldig zijn; hij benoemt de leden van de Eerste Kamer, hij kan zelfstandig regelingen maken waarin de burger verplichtingen worden opgelegd (zie Blanketwet), heeft het oppertoezicht over het leger, de buitenlandse betrekkingen en de waterstaat. Men spreekt wel van 'de besluitenregering van Willem I'.
De koning heeft wel het beste voor met het land. Hij bevordert de handel en industrie en zorgt voor aanleg van kanalen.

#### Regering onder koning Willem II(1840-1848)
Kort na de afkondiging van de Grondwetsherziening van 1840 doet Willem I afstand van de troon ten gunste van zijn oudste zoon Willem II, die vanaf 7 oktober 1840 tot 1848 als koning Willem II gaat regeren.